# Rogatxevski
Rogatxevski - Рогачевский (rus) és un possiólok del krai de Krasnodar, a Rússia. És a 17 km al nord-oest de Kalíninskaia i a 72 km al nord-oest de Krasnodar.
Pertany al khútor de Gretxànaia Balka.